# Château de Pollenzo
Le  château de Pollenzo (en italien : Castello di Pollenzo) est un château situé à Pollenzo, frazione de Bra dans la province de Coni.

## Histoire
Ce château fut l'une des résidences de la maison de Savoie en Piémont, restaurée et aménagée  par Ernesto Melano, architecte et ingénieur de la cour.
Il a été reconnu et inscrit au patrimoine de l'humanité par l'UNESCO en 1997.
Les bâtiments accueillent aujourd'hui l'Università di Scienze Gastronomiche.

## Sources

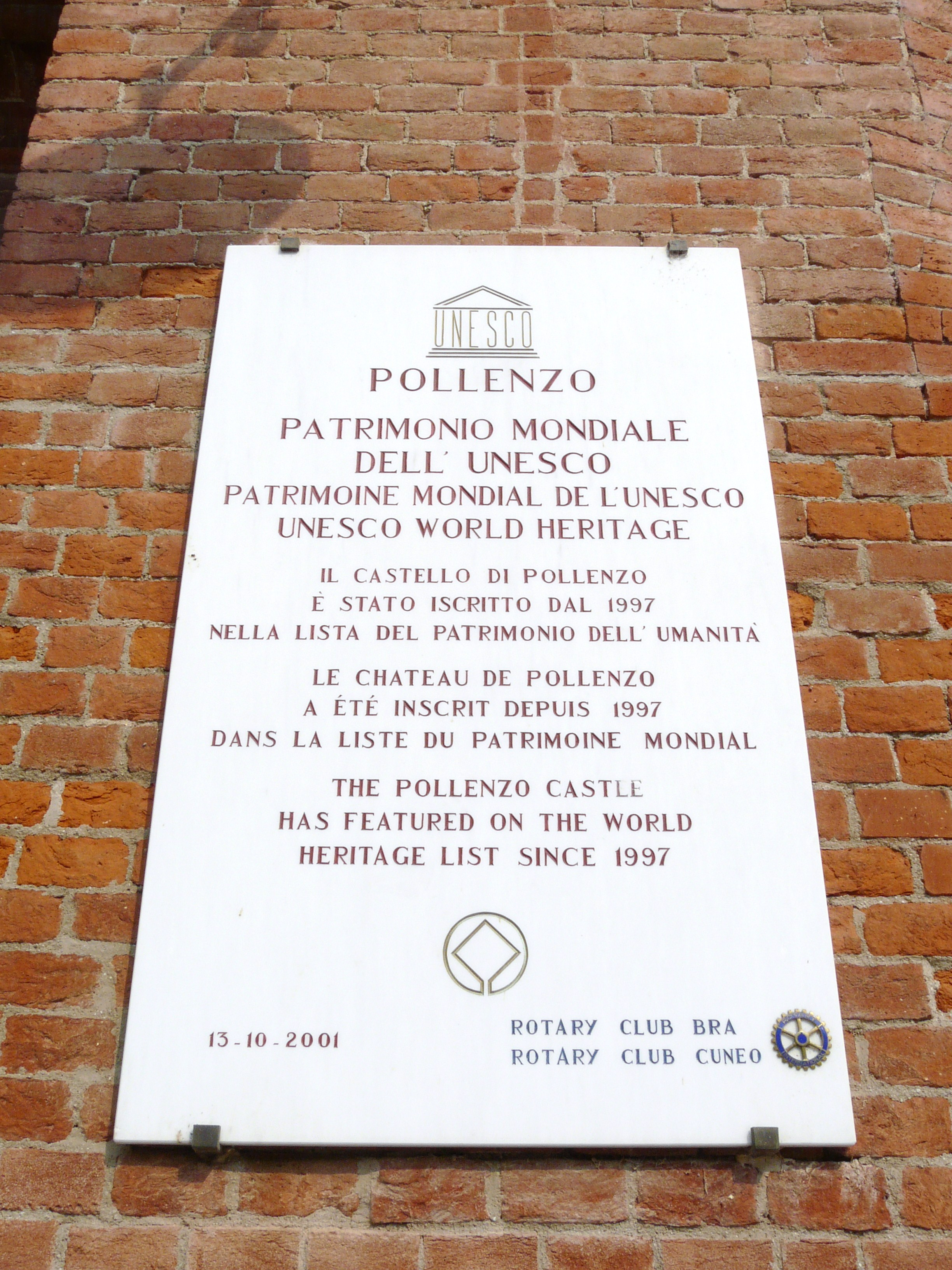
Patrimoine mondial de l'humanité.

- (it) Cet article est partiellement ou en totalité issu de l’article de Wikipédia en italien intitulé « Castello di Pollenzo » (voir la liste des auteurs).